# Cypress College
Cypress College é uma escola de aeromoças norte-americana fundada em 12 de setembro de 1966 localizada no estado da Califórnia.